# Illa Fecak
Illa Fecak, lub Ilia Fecak – ukraiński działacz społeczny, poseł do Sejmu Krajowego Galicji III kadencji (1870–1876), włościanin z Staregomiasta.
Wybrany do Sejmu Krajowego w IV kurii obwodu Brzeżany, z okręgu wyborczego nr 6 Podhajce-Kozowa.